# Сегюр (коммуна)
Сегю́р (фр. Ségur, окс. Segur) — коммуна во Франции, находится в регионе Окситания. Департамент — Аверон. Входит в состав кантона Везен-де-Левезу. Округ коммуны — Мийо.
Код INSEE коммуны — 12266.
Коммуна расположена приблизительно в 510 км к югу от Парижа, в 135 км северо-восточнее Тулузы, в 22 км к востоку от Родеза.

## Население
Население коммуны на 2008 год составляло 587 человек.
| 1962 | 1968 | 1975 | 1982 | 1990 | 1999 | 2008 |
| ---- | ---- | ---- | ---- | ---- | ---- | ---- |
| 761  | 896  | 803  | 738  | 662  | 623  | 587  |

## Экономика

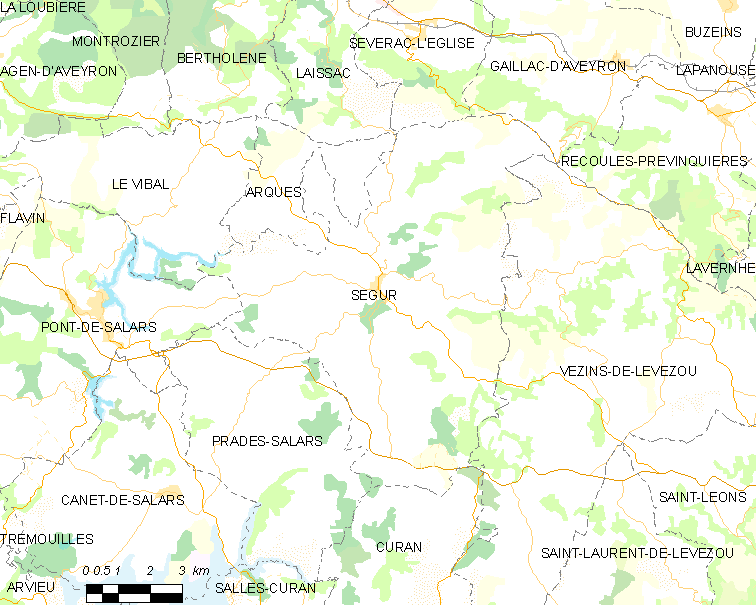
Карта коммуны

В 2007 году среди 337 человек в трудоспособном возрасте (15—64 лет) 245 были экономически активными, 92 — неактивными (показатель активности — 72,7 %, в 1999 году было 63,8 %). Из 245 активных работали 239 человек (137 мужчин и 102 женщины), безработными были 6 мужчин. Среди 92 неактивных 25 человек были учениками или студентами, 40 — пенсионерами, 27 были неактивными по другим причинам.

## Достопримечательности
- Церковь Сент-Этьен (XII век). Памятник истории с 1979 года[3]
- Церковь Сент-Аньян (XII век). Памятник истории с 1979 года[4]
- Два каменных креста (XV век). Памятник истории с 1979 года[5]